# Mirella Pamphili
Mirella Pamphili, pseudonimo di Mirella Pompili (Torino, 20 ottobre 1946), è un'attrice italiana.

## Biografia
Mosse nei primi anni sessanta i primi passi nel teatro dialettale, con ferma opposizione da parte dei genitori. Si diplomò al Centro sperimentale di cinematografia, il che le permise varie partecipazioni alle pellicole uscite nel quinquennio successivo, che vedono il suo accredito accompagnato dalla sigla C.S.C.
Esordì sul grande schermo in Le stagioni del nostro amore (1965) di Florestano Vancini e, come spesso accadeva per i diplomati C.S.C fino al 1975, ebbe piccole ma numerosissime presenze nel quinquennio successivo al diploma, nei ruoli più diversi. 
Fu presente in produzioni come Medea (1969) di Pier Paolo Pasolini, ma la maggior parte della sua filmografia è costituita da film di livello medio, appartenenti o al genere musicarello (è, per esempio, l'innamorata di Enrico Montesano in Nel sole e L'oro del mondo, due film con la coppia Al Bano - Romina Power) o alla serie di Franco Franchi e Ciccio Ingrassia.

## Filmografia
- Le stagioni del nostro amore, regia di Florestano Vancini (1965)
- Rita la zanzara, regia di Lina Wertmüller (1966)
- Ray Master l'inafferrabile, regia di Vittorio Sala (1966)
- Perdono, regia di Ettore Maria Fizzarotti (1966)
- Mi vedrai tornare, regia di Ettore Maria Fizzarotti (1966)
- Un gangster venuto da Brooklyn, regia di Emimmo Salvi (1966)
- L'estate, regia di Paolo Spinola (1966)
- Degueyo, regia di Giuseppe Vari (1966)
- Operazione paura, regia di Mario Bava (1966)
- Johnny Yuma, regia di Romolo Guerrieri (1966)
- Djurado, regia di Giovanni Narzisi (1966)
- 2+5 missione Hydra, regia di Pietro Francisci (1966)
- Requiem per un agente segreto, regia di Sergio Sollima (1966)
- Kriminal, regia di Umberto Lenzi (1966)
- Scusi, lei è favorevole o contrario?, regia di Alberto Sordi (1966)
- Un colpo da re, regia di Angelo Dorigo (1966)
- Trappola per sette spie, regia di Mario Amendola (1967)
- Little Rita nel West, regia di Ferdinando Baldi (1967)
- Per amore... per magia..., regia di Duccio Tessari (1967)
- Pecos è qui: prega e muori!, regia di Maurizio Lucidi (1967)
- Non stuzzicate la zanzara, regia di Lina Wertmüller (1967)
- John il bastardo, regia di Armando Crispino (1967)
- Domani non siamo più qui, regia di Brunello Rondi (1967)
- Come rubare la corona d'Inghilterra, regia di Sergio Grieco (1967)
- Addio mamma, regia di Mario Amendola (1967)
- Dove si spara di più, regia di Gianni Puccini (1967)
- Flashman, regia di Mino Loy (1967)
- 7 winchester per un massacro, regia di Enzo G. Castellari (1967)
- O.K. Connery, regia di Alberto De Martino (1967)
- Wanted Johnny Texas, regia di Emimmo Salvi (1967)
- Si muore solo una volta, regia di Giancarlo Romitelli (1967)
- Se sei vivo spara, regia di Giulio Questi (1967)
- Il lungo, il corto, il gatto, regia di Lucio Fulci (1967)
- La notte pazza del conigliaccio (1967)
- ...4..3..2..1...morte, regia di Primo Zeglio (1967)
- Due rrringos nel Texas, regia di Marino Girolami (1967)
- Nel sole, regia di Aldo Grimaldi (1967)
- Come rubare un quintale di diamanti in Russia, regia di Guido Malatesta (1967)
- Operazione ricchezza, regia di Vittorio Musy Glori (1967)
- Il magnifico texano, regia di Lewis King (Luigi Capuano) (1967)
- Il marchio di Kriminal, regia di Fernando Cerchio (1967)
- Zum Zum Zum - La canzone che mi passa per la testa, regia di Bruno Corbucci e Sergio Corbucci (1968)
- Vedove inconsolabili in cerca di... distrazioni, regia di Bruno Gaburro (1968)
- Scacco internazionale (1968)
- Satanik, regia di Piero Vivarelli (1968)
- Il medico della mutua, regia di Luigi Zampa (1968)
- Faustina, regia di Luigi Magni (1968)
- I 2 pompieri, regia di Bruno Corbucci (1968)
- Carogne si nasce, regia di Alfonso Brescia (1968)
- Bocche cucite, regia di Pino Tosini (1968)
- Amore o qualcosa del genere, regia di Dino Bartolo Partesano (1968)
- Il dolce corpo di Deborah, regia di Romolo Guerrieri (1968)
- L'oro del mondo, regia di Aldo Grimaldi (1968)
- Io ti amo, regia di Antonio Margheriti (1968)
- Seduto alla sua destra, regia di Valerio Zurlini (1968)
- Donne... botte e bersaglieri, regia di Ruggero Deodato (1968)
- La morte non ha sesso, regia di Massimo Dallamano (1968)
- Anche nel West c'era una volta Dio, regia di Marino Girolami (1968)
- I bastardi, regia di Duccio Tessari (1968)
- Il grande silenzio, regia di Sergio Corbucci (1968)
- Vacanze sulla Costa Smeralda, regia di Ruggero Deodato (1968)
- Amanti, regia di Vittorio De Sica (1968)
- Scusi, lei conosce il sesso?, regia di Vittorio De Sisti (1968)
- Tenderly, regia di Franco Brusati (1968)
- Un treno per Durango, regia di Mario Caiano (1968)
- Don Chisciotte e Sancio Panza, regia di Giovanni Grimaldi (1968)
- Il ragazzo che sorride, regia di Aldo Grimaldi (1969)
- Satyricon, regia di Gian Luigi Polidoro (1969)
- Uno dopo l'altro, regia di Nick Nostro (1969)
- Zorro alla corte d'Inghilterra, regia di Franco Montemurro (1969)
- Vergogna schifosi, regia di Mauro Severino (1969)
- Strada senza uscita, regia di Gaetano Palmieri (1969)
- I 2 magnifici fresconi, regia di Marino Girolami (1969)
- Don Franco e don Ciccio nell'anno della contestazione, regia di Marino Girolami (1969)
- La battaglia dell'ultimo panzer, regia di José Luis Merino (1969)
- L'alibi, regia di Adolfo Celi, Vittorio Gassman e Luciano Lucignani (1969)
- Cinque figli di cane, regia di Alfio Caltabiano (1969)
- Gli intoccabili, regia di Giuliano Montaldo (1969)
- Plagio, regia di Sergio Capogna (1969)
- 7 eroiche carogne (Comando al infierno), regia di José Luis Merino (1969)
- Può una morte rivivere per amore? (1969)
- Femina ridens, regia di Piero Schivazappa (1969)
- Io, Emmanuelle, regia di Cesare Canevari (1969)
- Una su 13, regia di Nicolas Gessner e Luciano Lucignani (1969)
- Il pistolero dell'Ave Maria, regia di Ferdinando Baldi (1969)
- Love Birds - Una strana voglia d'amare (Komm, süßer Tod), regia di Mario Caiano (1969)
- La collina degli stivali, regia di Giuseppe Colizzi (1969)
- La battaglia del deserto (1969)
- Medea, regia di Pier Paolo Pasolini (1969)
- Colpo rovente, regia di Piero Zuffi (1969)
- Ombre roventi, regia di Mario Caiano (1970)
- Lacrime d'amore, regia di Mario Amendola (1970)
- Edipeon, regia di Lorenzo Artale (1970)
- Django sfida Sartana, regia di Pasquale Squitieri (1970)
- Un amore oggi, regia di Edoardo Mulargia (1970)
- Shango, la pistola infallibile, regia di Edoardo Mulargia (1970)
- Disperatamente l'estate scorsa, regia di Silvio Amadio (1970)
- Quell'amore particolare (1970)
- W le donne, regia di Aldo Grimaldi (1970)
- L'inafferrabile invincibile Mr. Invisibile, regia di Anthony M. Dawson (1970)
- Matalo!, regia di Cesare Canevari (1970)
- La guerra sul fronte Est, regia di Tanio Boccia (1970)
- Morte a Venezia, regia di Luchino Visconti (1971)
- Veruschka, poesia di una donna, regia di Franco Rubartelli (1971)
- Riuscirà il nostro eroe a ritrovare il più grande diamante del mondo?, regia di Guido Malatesta (1971)